# Titularbistum Tubyza
Tubyza (ital.: Tubiza) ist ein Titularbistum der römisch-katholischen Kirche.
Es geht zurück auf einen untergegangenen Bischofssitz in der gleichnamigen antiken Stadt, die in der römischen Provinz Africa proconsularis (heute nördliches Tunesien) lag. Der Bischofssitz war der Kirchenprovinz Karthago zugeordnet.
| Titularbischöfe von Tubyza |                    |                                              |                  |                    |
| Nr.                        | Name               | Amt                                          | von              | bis                |
| 1                          | George Roche Evans | Weihbischof in Denver (USA)                  | 24. Februar 1969 | 13. September 1985 |
| 2                          | Lucio Alfert OMI   | Apostolischer Vikar von Pilcomayo (Paraguay) | 24. Januar 1986  |                    |